# Compilation Benessere 1
Compilation Benessere 1, pubblicato all'inizio del 2005, è una doppia compilation con brani selezionati e mixati dal dj italiano Gigi D'Agostino.

## Tracce

### CD 1
1. Anabalina (Hakim)
2. Paradigma (Musichismo)
3. Musichismo (Musichismo)
4. Nascendo (La tana del suono)
5. Parlando (La tana del suono)
6. Uomo suono (Uomo suono)
7. Complicità (Gigi D'Agostino)
8. Silver Screen/Showerscene (Felix da Housecat)
9. Bass, Beats & Melody (Brooklyn Bounce)
10. Passo Passo (Uomo suono)
11. Dominator (Human Resource)
12. Triangle (Gigi D'Agostino)
13. The Power of Love (Officina emotiva)
14. Monocordo (Orchestra maldestra)
15. Sweet Sorrow (Ferry Corsten)
16. Toccando le nuvole (Onironauti)
17. Momento contento (Gigi D'Agostino)
18. Main Title/The Kiss (Gigi D'Agostino & Pandolfi Mix) (Dj Pandolfi)
19. Bolero (Gigi D'Agostino)
20. Traffico (Gigi D'Agostino & Luca Noise Mix) (Luca Noise)
21. Chi cerca scuse trova menzogne (Orchestra maldestra)
22. Canto Do Mar (Gigi D'Agostino Pescatore Mix) (Molto Folk)
23. Sonata (Gigi D'Agostino)
24. Attraverso noi (Onironauti)

### CD 2
1. Azi Plang Numai Eu (Akcent)
2. Paura & nobiltà (Gigi D'Agostino)
3. Amore grande amore libero (Gigi D'Agostino)
4. Tangology (Gigi D'Agostino)
5. Il suono della dignità (Onironauti)
6. Sostanza noetica (Luca Noise)
7. The Rain (Gigi D'Agostino)
8. Summer Of Energy (Gigi D'Agostino & Datura)
9. On Eagle's Wings (Michael Joncas)
10. Il cavaliere (Il grande viaggio)
11. Bla Bla Bla (Gigi D'Agostino)
12. Adagio (Onironauti)
13. La Scomoune (Il grande viaggio)
14. Donna amante mia (Onironauti)
15. Risveglio (Onironauti)
16. A pochi istanti da terra (Onironauti)